# Villa Witkiewiczówka
Die Villa Witkiewiczówka (poln. Willa „Witkiewiczówka“) wurde 1903 von Jan Witkiewicz, dem Bruder von Stanisław Witkiewicz, für die Familie Witkiewicz im Zakopaneer Stadtteil Antałówka im Zakopane-Stil erbaut. In der Villa wohnte unter anderem der Künstler und Schriftsteller Stanisław Ignacy Witkiewicz. Die Villa ist denkmalgeschützt.